# 資生館小學校前停留場
資生館小學校前停留場（日语：／ Shiseikan-shōgakkō-mae teiryūjō */?）是位於北海道札幌市中央區，屬於札幌市交通局（札幌市電車）山鼻線的鐵路車站。此站位於西7丁目通及南4條通的十字路口（南4条西6丁目）東面。
此站的站名在2004年以前為「創成小學前站」，不過由於舊「札幌市立創成小學」與其他3間小學合併為新的「札幌市立資生館小學」，故改稱為現在的名稱。

## 歷史
- 1923年（大正13年） - 西創成學校前站開始營業。
- 1965年（昭和40年） - 改稱為創成學校前站。
- 1982年（昭和57年） - 改稱為創成小學前站。
- 1994年（平成6年） - 「創成小學前」～「薄野」之間開始使用中央電線桿來提供電力。
- 2004年（平成16年） - 改稱為現在的名稱。

## 車站構造
此站為擁有2面2線側式月台的電車站。兩個方向的月台在另一方向的對面。安全區域設置地面融雪系統及有蓋月台。

## 車站周邊
- 中央區西創成社區規劃中心
- 中央警察署南三条派出所
- 札幌南五条郵政局
- 札幌市立資生館小學
- 札幌 GREEN HOTEL
- JOTETSU 巴士「資生館小學前」站

## 相鄰停留場
札幌市交通局（札幌市電）
山鼻線
東本願寺前（SC21）－資生館小學校前（SC22）－薄野（SC23）

## 外部連結
- 札幌市交通局（日文）